# Luigi di Borbone-Orléans
Luigi di Borbone, duca d'Orléans (Reggia di Versailles, 4 agosto 1703 – Parigi, 4 febbraio 1752), era l'unico figlio maschio di Filippo d'Orléans, duca d'Orléans e reggente di Francia, e di sua moglie, Francesca Maria di Borbone-Francia, la seconda Mademoiselle de Blois.

## Biografia

### Infanzia

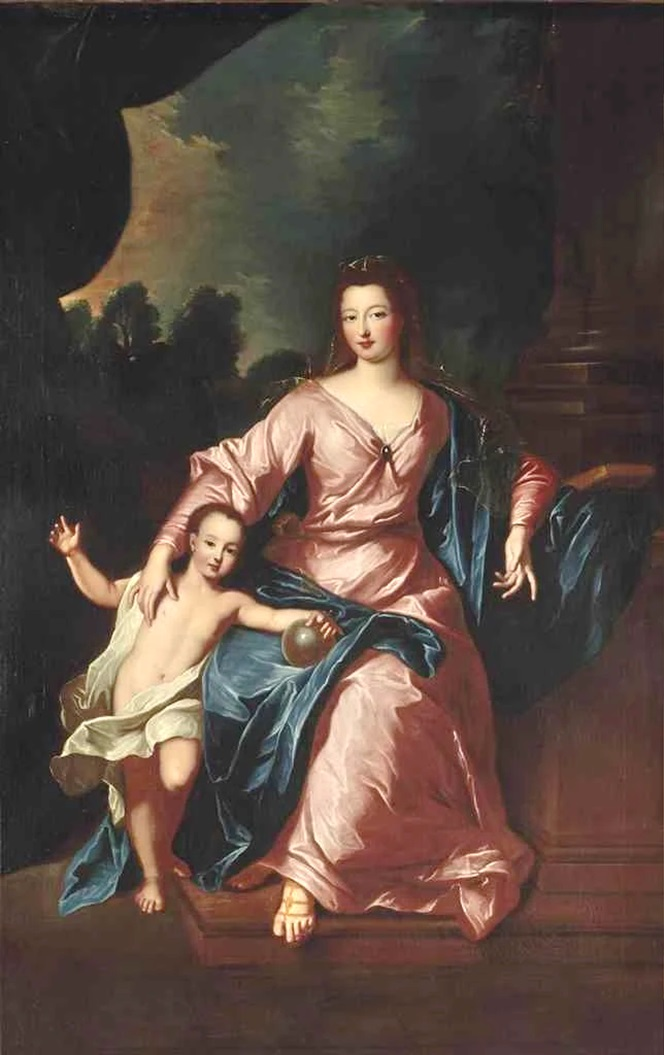
Luigi da bambino con la madre, Francesca Maria di Borbone

I suoi nonni paterni erano Filippo I di Borbone-Orléans e la sua seconda moglie, Elisabetta Carlotta di Baviera Principessa Palatina; quelli materni erano Luigi XIV di Francia e la sua favorita, Françoise-Athénaïs di Montespan: Luigi XIV e Filippo erano fratelli, figli di Luigi XIII di Francia.
È stato allevato da sua madre e sua nonna, Elisabetta Carlotta del Palatinato, e guidato da Nicolas-Hubert Mongault, il figlio illegittimo di Jean-Baptiste Colbert de Saint-Pouange, un cugino di Jean-Baptiste Colbert, ministro di Luigi XIV.
Uomo pio, caritatevole e pieno di interessi culturali, prese ben poca parte alla vita politica del tempo, anche se era nota la sua ostilità al cardinale Guillaume Dubois nel 1723. Nel 1730 il Cardinale Fleury fece togliere al duca la carica di colonnello-generale della fanteria, un posto che aveva tenuto per nove anni; ritirandosi a vita privata, Luigi passò il proprio tempo principalmente nella traduzione dei Salmi e delle Lettere di Paolo.

### Duca di Orléans

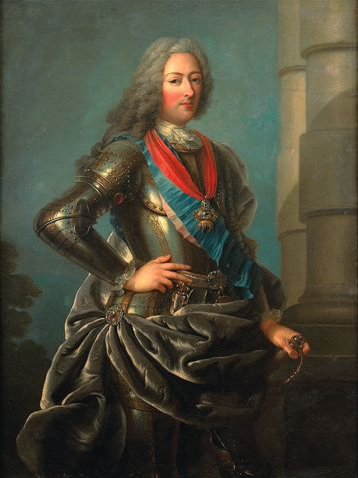
Luigi, duca d'Orléans ritratto da Charles-Antoine Coypel, 1730 circa.

Succeduto al padre come Duca d'Orléans nel 1723 e divenne il capo della Casa di Orléans. Inoltre divenne il prossimo in linea al trono di Francia fino alla nascita del primogenito di Luigi XV nel 1729. Questo perché il re Filippo V di Spagna, il secondo figlio del Gran Delfino e lo zio del giovane re, aveva rinunciato ai suoi diritti al trono di Francia, per sé stesso e alla sua discendenza, sulla sua ascesa al trono di Spagna nel 1700. Anche se il reggente aveva sperato che il figlio avrebbe assunto come visibile un ruolo nel governo come aveva fatto, la carica di primo ministro è andato al cugino più grande, Luigi Enrico di Borbone-Condè, quando il Reggente morì.
Nel 1723, Luigi si distinse per la sua ostilità verso l'ex primo ministro, il cardinale Dubois. Luigi ha anche lavorato con Claude Le Blanc e Nicolas Prosper Bauyn d'Angervilliers alla carica di Segretario di Stato per la Guerra, lo stesso Luigi ha lavorato in questa posizione da 1723 al 1730.

### Matrimonio

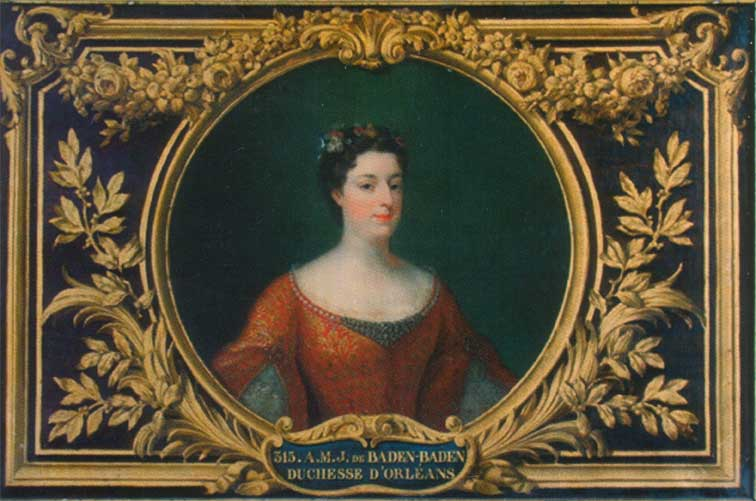
Augusta Maria Giovanna di Baden-Baden

Nel 1721, l'ambasciatore di Francia in Russia suggerì un matrimonio tra Luigi e una delle due figlie non sposate di Pietro I di Russia: la Granduchessa Anna Petrovna (nota per la sua padronanza del francese) o con la sua sorella minore, la granduchessa Yelizaveta Petrovna. Ma l'idea di un matrimonio con una Granduchessa russa dovette essere abbandonata in quanto presto vi è nata delle difficoltà relative alla religione e l'ordine di precedenza. Luigi era "solo" un pronipote del re di Francia e come tale aveva solo il diritto di fregiarsi del titolo di Altezza Serenissima. Una granduchessa di Russia, come una figlia dello zar, doveva (e poteva) aspirare a un titolo come Altezza Imperiale. Anna Petrovna in seguito sposò un duca di Schleswig-Holstein-Gottorp.
Un'altra possibile sposa che fu considerata per lui, era la sua prima cugina Elisabetta Alessandrina di Borbone. Era la figlia più giovane della sorella maggiore di sua madre, Luisa-Francesca di Borbone. Elisabetta Alessandrina era anche, però, la sorella minore del suo principale rivale, il duca di Borbone.
Nel 1723, fu suggerita una principessa tedesca. Era Augusta Maria Giovanna di Baden-Baden (1704-1726), la figlia di Luigi Guglielmo, margravio di Baden-Baden e la moglie Sibilla di Sassonia-Lauenburg. Il matrimonio fu concordato da sua madre, e la piccola dote della sposa fu fissata a 80.000 lire. Il matrimonio per procura ha avuto luogo il 18 giugno 1724 a Rastatt, nel Baden-Württemberg, poi il 13 luglio nella città di Sarry, in Francia. Si innamorarono a prima vista. Alla corte francese, la nuova duchessa d'Orléans era conosciuta come Jeanne de Bade.
La coppia ducale ebbe due figli, ma solo uno sopravvisse all'infanzia.

### Morte

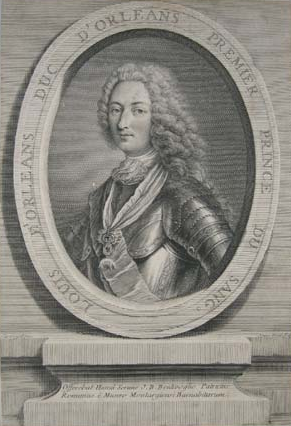
Luigi d'Orléans

Il 5 settembre 1725, venne celebrato il matrimonio di Luigi XV con la principessa polacca Maria Leszczyńska a Fontainebleau. In precedenza, il duca aveva rappresentato Luigi XV alla cerimonia del matrimonio per procura, che aveva avuto luogo il precedente 15 agosto a Strasburgo. La giovane regina avrebbe poi avuto molta simpatia per il duca, un uomo tranquillo e pio.
L'anno seguente, l'8 agosto 1726, la giovane moglie del duca morì tre giorni dopo la nascita del suo secondo figlio, al Palais-Royal a Parigi. Dopo la morte prematura della moglie, Luigi visse una vita costituita da rigide regole, fino alla sua morte nel 1752.
Morì nel 1752, all'età di 48 anni, all'Abbaye de Sainte Geneviève, avendo perso gran parte della sua sanità mentale. Sul letto di morte, con l'accusa di opinioni giansenisti, gli è stato negato la comunione dall'abate Bouettin, della chiesa di Saint-Étienne-du-Mont, ma è stata data l'estrema unzione dal suo stesso cappellano. Luigi d'Orléans aveva perso tutte le sue sorelle a parte Carlotta Aglaé, la duchessa di Modena e Reggio. Fu sepolto a Val-de-Grâce a Parigi.

## Ascendenza
|                                              |                       |                                            | Genitori                              |  |  | Nonni |  |  | Bisnonni              |  |  | Trisnonni            |  |
|                                              |                       |                                            |                                       |  |  |       |  |  | Luigi XIII di Francia |  |  | Enrico IV di Francia |  |
|                                              |                       |                                            |                                       |  |  |       |  |  | Luigi XIII di Francia |  |  | Enrico IV di Francia |  |
|                                              |                       | Maria de' Medici                           |                                       |  |  |       |  |  | Luigi XIII di Francia |  |  |                      |  |
| Filippo di Francia, Duca di Orléans          |                       |                                            |                                       |  |  |       |  |  | Luigi XIII di Francia |  |  |                      |  |
|                                              |                       | Anna d'Austria                             | Filippo III di Spagna                 |  |  |       |  |  |                       |  |  |                      |  |
|                                              |                       | Anna d'Austria                             | Filippo III di Spagna                 |  |  |       |  |  |                       |  |  |                      |  |
|                                              |                       | Anna d'Austria                             | Margherita d'Austria                  |  |  |       |  |  |                       |  |  |                      |  |
| Filippo, Duca d'Orléans, Reggente di Francia |                       | Anna d'Austria                             |                                       |  |  |       |  |  |                       |  |  |                      |  |
|                                              |                       | Carlo I Luigi del Palatinato               | Federico V Elettore Palatino          |  |  |       |  |  |                       |  |  |                      |  |
|                                              |                       | Carlo I Luigi del Palatinato               | Federico V Elettore Palatino          |  |  |       |  |  |                       |  |  |                      |  |
|                                              |                       | Carlo I Luigi del Palatinato               | Elisabetta Stuart                     |  |  |       |  |  |                       |  |  |                      |  |
| Elisabetta Carlotta del Palatinato           |                       | Carlo I Luigi del Palatinato               |                                       |  |  |       |  |  |                       |  |  |                      |  |
|                                              |                       | Carlotta d'Assia-Kassel                    | Guglielmo V d'Assia-Kassel            |  |  |       |  |  |                       |  |  |                      |  |
|                                              |                       | Carlotta d'Assia-Kassel                    | Guglielmo V d'Assia-Kassel            |  |  |       |  |  |                       |  |  |                      |  |
|                                              |                       | Carlotta d'Assia-Kassel                    | Amalia Elisabetta di Hanau-Münzenberg |  |  |       |  |  |                       |  |  |                      |  |
| Luigi di Borbone-Orléans                     |                       | Carlotta d'Assia-Kassel                    |                                       |  |  |       |  |  |                       |  |  |                      |  |
|                                              | Luigi XIII di Francia | Enrico IV di Francia                       |                                       |  |  |       |  |  |                       |  |  |                      |  |
|                                              | Luigi XIII di Francia | Enrico IV di Francia                       |                                       |  |  |       |  |  |                       |  |  |                      |  |
|                                              | Luigi XIII di Francia | Maria de' Medici                           |                                       |  |  |       |  |  |                       |  |  |                      |  |
| Luigi XIV di Francia                         | Luigi XIII di Francia |                                            |                                       |  |  |       |  |  |                       |  |  |                      |  |
|                                              |                       | Anna d'Austria                             | Filippo III di Spagna                 |  |  |       |  |  |                       |  |  |                      |  |
|                                              |                       | Anna d'Austria                             | Filippo III di Spagna                 |  |  |       |  |  |                       |  |  |                      |  |
|                                              |                       | Anna d'Austria                             | Margherita d'Austria                  |  |  |       |  |  |                       |  |  |                      |  |
| Francesca Maria di Borbone-Francia           |                       | Anna d'Austria                             |                                       |  |  |       |  |  |                       |  |  |                      |  |
|                                              |                       | Gabriel de Rochechouart, Duca di Mortemart | Gaspard de Rochechouart               |  |  |       |  |  |                       |  |  |                      |  |
|                                              |                       | Gabriel de Rochechouart, Duca di Mortemart | Gaspard de Rochechouart               |  |  |       |  |  |                       |  |  |                      |  |
|                                              |                       | Gabriel de Rochechouart, Duca di Mortemart | Louise de Maure                       |  |  |       |  |  |                       |  |  |                      |  |
| Madame de Montespan                          |                       | Gabriel de Rochechouart, Duca di Mortemart |                                       |  |  |       |  |  |                       |  |  |                      |  |
|                                              |                       | Diane de Grandseigne                       | Jean de Grandseigne                   |  |  |       |  |  |                       |  |  |                      |  |
|                                              |                       | Diane de Grandseigne                       | Jean de Grandseigne                   |  |  |       |  |  |                       |  |  |                      |  |
|                                              |                       | Diane de Grandseigne                       | Catherine de La Béraudière            |  |  |       |  |  |                       |  |  |                      |  |
|                                              |                       | Diane de Grandseigne                       |                                       |  |  |       |  |  |                       |  |  |                      |  |

## Titoli e trattamento
- 4 agosto 1703 - 2 dicembre 1723: Sua Altezza Serenissima, il Duca di Chartres (Monsignor Le duc de Chartres)
- 2 dicembre 1723 - 4 febbraio 1752: Sua Altezza Serenissima, il Duca di Orléans (Monseigneur Le duc d'Orléans)
- Monsieur le Prince

## Gradi militari
- 1721-1730 Creato colonnello generale della fanteria

## Onorificenze
- 1719-1742 Creato governatore del Delfinato
- 27 ottobre 1722 Cavaliere dell'Ordine dello Spirito Santo (2RD Promozione a Versailles)
- 1724 - 4 febbraio 1752 Cavaliere del Toson d'Oro
- 1730-1742 Creato Gran Maestro dell'Ordine Militare ed Ospedaliero di San Lazzaro di Gerusalemme